# Rampini
La société Rampini est née sous la forme d'une entreprise individuelle à la fin des années 1940. Elle se spécialise dans les équipements pour les services d'incendie et d'aéroports. Elle assure en interne toute l'ensemble conception et réalisation de ses productions. 
La société est devenue une société anonyme (S.p.A. - par actions). ses productions sont variées et comprennent notamment tous les équipements pour les aéroports : échelles, tapis roulants, rubans transporteurs, systèmes de triage des bagages et équipements pour la restauration. Elle réalise également des équipements de lutte contre les incendies, des véhicules spéciaux, transmissions via satellites pour les médias radio et TV et liaisons par satellite avec les engins de déneigement et les motoneiges. 
En 2004, la société a créé une nouvelle division en ajoutant la fabrication d'autobus. Ce sont des midibus Alè, que la société Autodromo de Modène avait lancé en mais elle a été mise en liquidation judiciaire en 2003. Les droits et licences ont été rachetées en 2004. 
En 2007, au Salon Bus & Business de Vérone, Rampini a présenté une nouvelle génération du modèle Alè avec des moteurs électrique, à hydrogène et à pile à combustible. Aujourd'hui, Alè est un véhicule de la marque Rampini. Pour répondre à la demande, en plus des versions électriques et à pile à combustible, une version avec un moteur diesel (Euro 5) puis Euro 6 en 2015, a été ajoutée à la gamme.
L'usine de fabrication se trouve à Passignano sul Trasimeno, petite ville de la province de Pérouse, et occupe une superficie de 80 000 m2, dont 13 000 couverts.

## Production

### Anciens modèles
- Rampini Zeus
- Rampini Alè 2
- Rampini Alè 3
- Rampini Alè EL

### Modèles actuels[2]

#### Autobus
- Rampini E60
- Rampini E80
- Rampini H80
- Rampini E120
- Rampini Sixtron

#### Divers
- Rampini équipe de moteurs électriques certains véhicules IVECO porteurs lourds à 2 et 3 essieux équipés en bennes pour ordures ménagères.
- Rampini remplace les motorisations essence ou diesel de fourgons avec des moteurs électriques sous forme de retrofit.